# Jüdische Studierendenunion Deutschland
Die Jüdische Studierendenunion Deutschland (JSUD) ist die bundesweite Vertretung jüdischer Studierender und junger jüdischer Erwachsener in Deutschland. Sie wurde am 8. Dezember 2016 in Berlin gegründet und hat seitdem ebendort ihren Sitz. Die JSUD ist als Körperschaft des öffentlichen Rechts innerhalb des Zentralrats der Juden in Deutschland organisiert.

## Aufgaben
Zweck der JSUD ist die Vereinigung aller jüdischer Studierender und junger jüdischer Erwachsener in Deutschland zur gemeinsamen politischen Arbeit und Interessenvertretung.
Die JSUD definiert ihre Aufgaben laut ihrer Satzung in
1. der Vertretung der Interessen jüdischer Studierender und junger jüdischer Erwachsener sowohl nach innen, als nach außen,
2. der Förderung jüdischen Bewusstseins bei jüdischen Studierenden und jungen jüdischen Erwachsenen sowie ihre Solidarität untereinander,
3. der Bekämpfung jeder Form rassistischer, fremdenfeindlicher, religiöser und politischer Diskriminierung, insbesondere des Antisemitismus,
4. der Sensibilisierung und Information der nicht-jüdischen Öffentlichkeit in Deutschland für jüdische Themen,
5. der Förderung der Solidarität mit dem Staat Israel,
6. der Förderung zivilgesellschaftlichen Engagements und die Stärkung der Demokratie in Deutschland.

Die Arbeit der JSUD lässt sich dabei in eine Vision und eine Mission unterscheiden. Ihre Vision definiert die JSUD folgendermaßen:
„Empowerte und engagierte junge Jüdinnen und Juden gestalten ein pulsierendes, facettenreiches, sowie nachhaltiges jüdisches Leben in Deutschland und tragen zu einer vielfältigen & hassfreien Gesellschaft bei.“
Daraus resultiert für den JSUD-Vorstand die folgende Mission:
„Inspiriert durch unsere jüdischen und demokratischen Werte bestärken wir junge Jüdinnen und Juden ihre jüdischen und Gesellschaftsordnung politischen Interessen zu diskutieren, zu bündeln und eröffnen breite Möglichkeiten diese durch gemeinschaftliches Handeln in jüdische Institutionen als auch in die Gesamtgesellschaft einzubringen.“

## Aufbau/Vorstand
Die Organe der JSUD bilden die Vollversammlung, der Vorstand und der Beirat. Die Vollversammlung ist das höchste Organ der JSUD. Ihr obliegt die Entlastung des Vorstands, die Wahl der Vorstandsmitglieder, die Erteilung von Aufträgen an den Vorstand und der Beschluss von Änderungen an der Satzung. Sie findet mindestens einmal jährlich während und am Ort des jährlichen jüdischen Jugendkongresses, veranstaltet von der Zentralwohlfahrtsstelle der Juden in Deutschland e. V. (ZWST) und dem Zentralrat der Juden in Deutschland K.d.ö.R., statt. Der Vorstand besteht aus fünf Personen und setzt sich zusammen aus einem Präsidenten, zwei Vizepräsidenten, einem Schatzmeister und einem Verantwortlichen für Öffentlichkeitsarbeit. Im Vorstand werden die Planungsschritte, Handlungen und Geschäfte der JSUD beschlossen. Seine Legislaturperiode umfasst zwei Jahre. Der Präsident leitet die Geschäfte der JSUD und repräsentiert diese offiziell nach außen. Die Vizepräsidenten vertreten den Präsidenten, falls dieser verhindert ist. Der Schatzmeister erstattet der Vollversammlung einen Finanzbericht. Für die Verwaltung der täglichen Geschäfte ist der Geschäftsführer zuständig.
Zwischen März 2019 und April 2021 repräsentierten Anna Staroselski, Lars Umanski, Ruben Gerczikow, Avital Grinberg und Jakob German den Vorstand. Im April 2020 schied der amtierende Präsident Michael Ushakov aus persönlichen Gründen aus. Von April 2021 bis Juni 2023 wurde der Vorstand von Anna Staroselski (Präsidentin), Lars Umanski, Hanna Veiler, Lena Prytula und Julia Kildeeva gebildet. Der aktuelle Vorstand setzt sich zusammen aus Hanna Veiler, Lisa Michajlova, Noam Petri, Jacob Horowitz und Deborah Kogan. Im März 2025 wurde Ron Dekel zum neuen Präsidenten gewählt.

## Geschichte
Die JSUD wurde am 8. Dezember 2016 durch einen Gründungsvorstand initiiert. Durch ihre Konstitution trat sie die Nachfolge des Bundesverbands Jüdischer Studierender in Deutschland (BJSD) als repräsentative Institution jüdischer Studierender und junger Erwachsener in Deutschland an. Die ordentliche und öffentliche Wahl des Vorstands erfolgte beim Jugendkongress in Frankfurt am Main im März 2017.
Bereits kurz nach der Shoah gründeten sich wieder erste jüdische Studierendenvereinigungen in Deutschland, die bundesweite Vertretung junger jüdischer Erwachsenen erfolgte dann mit der Gründung des Bundes Jüdischer Studenten in Deutschland e. V. (BJSD) im Jahre 1968. Trotz großer Erfolge, die der BJSD verzeichnete, nahmen die Aktivitäten des Vereins zum Anfang des laufenden Jahrhunderts hin allmählich und schließlich vollständig ab. So entstand ein Vakuum für jüdische Studierende – das Bedürfnis nach mehr politischen Angeboten und gemeinsamer Arbeit für junge jüdische Erwachsene blieb ungedeckt. Zum Zwecke einer gemeinsamen politischen Arbeit und Interessensvertretung wurde die Jüdische Studierendenunion Deutschland im Dezember 2016 mit dem Gründungsvorstand unter Benjamin Fischer (Gründungspräsident), Arthur Bondarev, Dalia Grinfeld, Lionel Reich und Mike Delberg ins Leben gerufen. Im Rahmen des Jugendkongresses 2017 wurde der erste demokratisch legitimierte Vorstand mit Dalia Grinfeld als Präsidentin, Mike Delberg, Benjamin Fischer, Arthur Poliakow und Aaron Serota gewählt. Darüber hinaus wurde Oleg Pronitschew erster Geschäftsführer der JSUD. Schon kurz danach veranstaltete die JSUD bundesweit umfangreiche Programme – zu nennen seien das „Shalom Berlin“- Seminar und das „EU-Brüssel-Seminar“ – beide darauf gezielt, jungen Aktiven Einblicke in die Welt politischer Führungskräfte und „Keyplayern“ zu ermöglichen.
Die JSUD arbeitete zunächst referatsorientiert. Die Referate „Policy“, „Gesellschaft und Soziales“, „Religion“ sowie „Öffentlichkeitsarbeit“ beschäftigten sich mit der Umsetzung satzungsrelevanter Themen und Angelegenheiten und der Organisation und Durchführung neuer Kampagnen und Veranstaltungen.

## Aktivitäten
Innerhalb der jüdischen Gemeinschaft sind die Mitglieder der JSUD in der jüdischen Jugendarbeit der Zentralwohlfahrtsstelle der Juden in Deutschland (ZWST), der jüdischen Gemeinden, ihrer Landesverbände und der deutschen sowie internationalen jüdischen Initiativen tätig. Die Vertreter der JSUD sind in der deutschen Innenpolitik, der Nahostpolitik und den Internationalen Beziehungen aktiv. Mitglieder des Vorstands nahmen an Diskussionen im United Nations Human Rights Council, Europäischen Parlament, Trilateral Strategic Dialogue, American Jewish Committee Global Jewish Advocacy Forum und Jugendkongress des Bündnisses für Demokratie und Toleranz teil. Die JSUD wirkt an pro-israelischen Demonstrationen und Veranstaltungen wie dem bundesweiten Israeltag mit.
Die JSUD positioniert sich über Stellungnahmen und Aktionen zu politischen Entwicklungen in der Öffentlichkeit. Unter dem Hashtag #wasabbassagt starteten Aktivisten der JSUD eine „Aufklärungskampagne“, in der sie aus ihrer Sicht zu öffentlichen Auftritten des Präsidenten der Palästinensischen Autonomiegebiete Mahmud Abbas Stellung nahmen. Anlass hierzu war ein Staatsbesuch von Abbas in Deutschland. Das Ziel der Kampagne war es, auf die – von den Initiatoren so gesehenen – Unterschiede in der Rhetorik der Auftritte von Abbas aufmerksam zu machen, wonach diese im Ausland friedenspolitisch ausgerichtet sei, während seine innenpolitischen Äußerungen einen agitatorischen und konfliktorientierten Charakter hätten. Aktivisten der JSUD nahmen am Vortrag von Abbas bei der Konrad-Adenauer-Stiftung zur Zweistaatenlösung teil und trugen Shirts, auf denen Zitate seiner Reden an die palästinensische Bevölkerung abgedruckt waren. Am 23. Juni 2017 wandte sich die JSUD im Rahmen einer öffentlichen Kundgebung zusammen mit anderen jüdischen und politischen Organisationen gegen den Al-Quds-Tag in Berlin.
2017 erhielt die JSUD den Developing Union Award der World Union of Jewish Students verliehen, für eine herausragende Entwicklung innerhalb der jüdischen Studierendenverbände auf einer internationalen Ebene. Ein Jahr später, 2018 erhielt sie von der World Union of Jewish Students den Campaign of the Year Award für die #Afnee-Kampagne. Die Kampagne richtete sich gegen die rechtspopulistische Partei Alternative für Deutschland.
Im Juni 2019 startete die erste bundesweite Jüdische Campus Woche, die durch die JSUD organisiert wurde. An insgesamt acht Standorten in Deutschland veranstalteten jüdische Studierende Programme, die sich mit jüdischer Religion, Tradition und Kultur auseinandersetzten. An den Universitäten wurden Informationsstände, Podiumsdiskussionen, Filmabende und informelles Kennenlernen angeboten. In Kooperation mit dem Jungen Forum der Deutsch-Israelischen Gesellschaft (DIG) und dem freien zusammenschluss von student*innenschaften veranstaltete die JSUD vom 15. bis 16. Juni 2019 die erste Deutsch-Israelische Studierendenkonferenz (DISK) in Frankfurt am Main. Während der DISK wurde mit den politischen Studentenverbänden Ring Christlich-Demokratischer Studenten, Juso-Hochschulgruppen, Campusgrün und Bundesverband Liberaler Hochschulgruppen eine überparteiliche Resolution gegen jeden Antisemitismus und gegen die Israel-Boykottbewegung Boycott, Divestment and Sanctions (BDS) verabschiedet.
Als Reaktion auf den rechtsterroristischen Anschlag auf die Synagoge in Halle an Jom Kippur 2019 organisierte die JSUD, als Teil des Bündnisses Unteilbar, eine Großdemonstration gegen Antisemitismus und für eine offene Gesellschaft. Die Veranstalter sprachen von rund 13.000 Menschen, die gegen Antisemitismus und Rassismus auf die Straße gegangen sind.
2019 erhielt die Jüdische Studierendenunion Deutschland auf dem 46. World Union of Jewish Students Kongress in Jerusalem den Union of the Year-Award.
Im Herbst 2019 startete die Jüdische Studierendenunion Deutschland ihre Kampagne „JSUD Meets Bundestag“. Dabei trafen sie sich mit Mitgliedern des Deutschen Bundestags aus der CDU/CSU-Fraktion im Deutschen Bundestag, SPD-Bundestagsfraktion, Bundestagsfraktion Bündnis 90/Die Grünen, Fraktion Die Linke im Bundestag und der Fraktion der Freien Demokraten. In die Gesprächen sprachen sie u. a. über das junge Judentum in Deutschland, den Kampf gegen jeden Antisemitismus, über Staatsexamina an jüdischen Feiertagen ein Verbot der islamistischen Terrororganisation Hisbollah in Deutschland. Aus diesen Gesprächen entstanden Partner- und Freundschaften. Der Innenpolitiker und Religionspolitische Sprecher der FDP-Bundestagsfraktion Benjamin Strasser lud Anna Staroselski und Ruben Gerczikow in sein YouTube-Format #StrasserLädtEin ein, um der jungen jüdischen Stimme eine Plattform zu bieten.
Im Januar 2020 gründete die JSUD gemeinsam mit der European Union of Jewish Student die Initiative „Never Again. Right Now!“ (NARN), um auf die Notlage der Uyguren in der chinesischen Region Xinjiang aufmerksam zu machen. Anlässlich des internationalen Tag der Menschenrechte 2020 organisierte NARN einen weltweiten Aktionstag, an dem jüdische Aktivisten in mehr als 25 Städten weltweit gegen den Genozid vor chinesischen Botschaften und Konsulaten protestierten.
Anlässlich des ersten Jahrestages des Anschlags von Halle 2019 startete die JSUD eine Spendenaktion für die Betreiber des Kiez-Döner İsmet und Rifat Tekin. Weltweit berichteten Medien über die Spendenaktion, bei der am Ende knapp 30.000 Euro zusammenkamen. Gemeinsam mit Base Berlin und der Initiative 9. Oktober organisierten die jüdischen Studierenden eine Gedenkkundgebung in Halle und überreichten den Gebrüder Tekin das Geld.

## Kooperationen
Die JSUD ist als Körperschaft des öffentlichen Rechts innerhalb des Zentralrats der Juden in Deutschland organisiert. Sie hat eine Vollmitgliedschaft innerhalb der World Union of Jewish Students. Seit August 2017 ist sie ein Vollmitglied der European Union of Jewish Students. Innerhalb der European Union of Jewish Students stellt die JSUD mit Ruben Gerczikow den Vize-Präsidenten.
Die JSUD kooperiert mit folgenden Organisationen:

### National
- American Jewish Committee Berlin
- Amadeu Antonio Stiftung
- Bund jüdischer Studierender Baden
- Democ. Zentrum Demokratischer Widerspruch
- Ernst Ludwig Ehrlich Studienwerk
- Freier zusammenschluss von student*innenschaften
- Hillel Deutschland
- Junge Jüdische Zukunft Dortmunds (JAtiD)
- Jung und Jüdisch Deutschland
- Jüdisches Forum für Demokratie und gegen Antisemitismus (JFDA) e. V.
- Jüdische Hochschulgruppe Bielefeld
- Jüdische Hochschulgruppe Düsseldorf
- Jüdische Hochschulgruppe Köln
- Jüdische Studierendenunion Württemberg – JSUW
- Jüdischer Studierendenverband Franken
- Junges Forum der Deutsch-Israelischen Gesellschaft (DIG)
- Makkabi Deutschland
- Morasha Germany e. V.
- Recherche- und Informationsstelle Antisemitismus
- Studentim
- Verband Jüdischer Studierender Hessen (VJSH)
- Verband Jüdischer Studenten in Bayern (VJSB)
- Verband Jüdischer Studierender Nord (VJSNord)
- WerteInitiative. jüdisch-deutsche Positionen
- Zentralrat der Juden in Deutschland
- Zentralwohlfahrtsstelle der Juden in Deutschland (ZWST)

### International
- Anti-Defamation League
- American Jewish Committee
- European Union of Jewish Students (EUJS)
- JDC Junction
- Jüdische Österreichische HochschülerInnen
- World Union of Jewish Students